# 薛河站
薛河站位于中华人民共和国安徽省合肥市包河区祁门路与宿松路交叉口地下，是合肥轨道交通4号线的地铁车站，工程站名宿松路站。

## 车站结构
薛河站位于祁门路与宿松路交叉口，沿祁门路东西向布置，车站为地下两层双柱三跨岛式站台，站台宽度13m，设4个出入口，2组风亭，1座冷却塔。